# Un amore di nonno
Un amore di nonno (El abuelo y yo) è una telenovela messicana infantile prodotta da Televisa nel 1992, trasmessa per la prima volta in Italia da Rete 4 nel 1994. Nel cast spicca, come protagonista, un giovanissimo Gael García Bernal.

## Trama
Alejandra e Daniel sono due bambini che vivono in mondi totalmente diversi sia per estrazione sociale che per mentalità, ma che finiscono per unirsi grazie all'amicizia ed ai sogni.
Alejandra è una bambina studiosa di buona famiglia che vive in un mondo fatto di giardini incantati, sogni di cristallo, bei vestiti, un'infinità di cappelli e molte favole. Ha una fervida fantasia e che vuole avere avventure magiche.  
Daniel è un bambino che è rimasto orfano ed ha fatto della strada la sua casa: alla morte della madre, rimane solo al mondo. Non ha infatti parenti prossimi e di suo padre sa soltanto che la madre non gli ha mai perdonato il fatto che si sia risposato, allontanandolo dalla sua vita. Daniel vive per la strada con il suo unico amico, un cane randagio che lui ha chiamato Anselmo.
Durante le sue peregrinazioni conosce don Joaquin, un anziano musicista che ora è diventato un vecchio brontolone e solitario.
Daniel crede che entrambi possano essere buoni compagni di viaggio senza immaginare nemmeno lontanamente che Joaquin è in realtà il nonno che non aveva mai conosciuto.
Un giorno, dopo una bravata con i suoi amici di strada, conosce Alejandra e insieme cominciano a percorrere nuovi mondi pieni di divertimento. E tutto grazie anche a don Joaquin, che diventa la loro guida spirituale ed insegna loro il vero significato dell'amicizia e come continuare ad essere bambini nonostante le avversità delle vite che entrambi conducono.
Oltre a fornire loro il suo appoggio e affetto, il nonno insegna loro anche ad usare l'immaginazione per viaggiare verso mondi magici e sognare. Cosa che i bambini avevano smesso da tempo di fare per risolvere problemi che non avevano niente a che vedere con loro.
Alejandra e Daniel però non potranno coronare il loro sogno d'amore: infatti a causa di un'ingente perdita, la famiglia di Alejandra dovrà trasferirsi all'estero e quindi Daniel rimane da solo, in compagnia del nonno ritrovato e del suo inseparabile cane Anselmo.